# Phaenicophilidae
Phaenicophilidae — родина горобцеподібних птахів. Містить 4 види.

## Таксономія
Традиційно рід Phaenicophilus відносили до саякових (Thraupidae), а роди Xenoligea і Microligea до піснярових (Parulidae). Генетична відмінність цих родів підтверджена генетичними дослідженнями 2013 та 2015. Родина Phaenicophilidae включена у Контрольний список птахів Клементса 2018 року.

## Поширення
Родина поширена на острові Гаїті та дрібних прилеглих островах.

## Види
До складу родини включають 4 види у трьох родах:
- Зеленохвостий пісняр (Microligea)
  - Пісняр зеленохвостий (Microligea palustris)
- Пальмагра (Phaenicophilus)
  - Пальмагра чорноголова (Phaenicophilus palmarum)
  - Пальмагра сіроголова (Phaenicophilus poliocephalus)
- Білокрилий пісняр (Xenoligea)
  - Пісняр білокрилий (Xenoligea montana)